# Paulo Victor
Paulo Victor Rodrigues de Souza, hay Paulo Victor (sinh ngày 22 tháng 3 năm 1996) là một cầu thủ bóng đá người Brasil. Anh thi đấu cho SC Austria Lustenau.

## Sự nghiệp câu lạc bộ
Anh ra mắt tại Giải bóng đá hạng nhất quốc gia Áo cho SC Austria Lustenau vào ngày 21 tháng 7 năm 2017 trong trận đấu trước Floridsdorfer AC và ghi 2 bàn sau khi vào sân từ ghế dự bị.